# Fundacja Wolfa
Fundacja Wolfa – prywatna fundacja utworzona w 1976 w Izraelu w oparciu o donację 10 milionów USD od rodziny Wolfów. Założycielami i głównymi darczyńcami byli państwo Ricardo i Francisca Wolfowie.
Działalność Fundacji jest regulowana przez specjalne prawo izraelskie, a minister edukacji, kultury i sportu Izraela jest przewodniczącym Zarządu Fundacji.
Fundacja ma dwa główne cele. Pierwszy to nadawać nagrody Wolfa dla wybitnych uczonych i artystów (bez względu na ich narodowość, rasę, religię czy też płeć), a drugi to rozdzielać stypendia i granty dla studentów i uczonych w Izraelu.